# James Broderick
Pour les articles homonymes, voir Broderick.
James Broderick, né le 7 mars 1927 et mort le 1er novembre 1982, est un acteur américain.

## Biographie
Il est surtout connu pour le rôle de Doug Lawrence qu'il a joué dans la série télévisée Family, aux côtés de Sada Thompson, et diffusée sur la chaîne ABC de 1976 à 1980.
C'est après son service militaire dans la Marine américaine au cours de la Seconde Guerre mondiale que James Broderick est entré à l'école de théâtre Neighborhood Playhouse de New York pour apprendre son métier d'acteur. Il a joué dans une soixantaine de productions à la télévision ou au cinéma. Son rôle dans la série Family lui a valu une nomination aux Emmys en 1978. Au cinéma, ses prestations ont été particulièrement remarquées dans Alice's Restaurant en 1969, Les Pirates du métro en 1974 et Un après-midi de chien l'année suivante. 
James Broderick a été emporté par un cancer à l'âge de 55 ans. Il est le père de l'acteur Matthew Broderick.

## Filmographie

### Cinéma
- 1960 : Girl of the Night : Dan Bolton
- 1966 : Le Groupe (The Group) : Dr. Ridgeley
- 1969 : The Tree : Det. McCarthy
- 1969 : Alice's Restaurant : Ray
- 1969 : The Todd Killings : Sam Goodwin
- 1974 : Les Pirates du métro (The Taking of Pelham One Two Three) : Dennis Doyle
- 1975 : Un après-midi de chien (Dog Day Afternoon) : Sheldon

### Télévision
- 1953 : Mister Peppers (Série TV) : Merv
- 1953, 1957 et 1959 : The Big Story (Série TV) : Don Kellerman / Dick
- 1954-1955 : You Are There (Série TV) : Un soldat #2
- 1957 : Studio One (Série TV) : Robert / John Alexander
- 1957, 1961 et 1962 : The United Steel Hour (Série TV) : John / Bill Carlisle
- 1960 : The Secret Storm (Série TV) : Joe Sullivan #1
- 1960 : John Brown's Raid (Téléfilm) : Watson Brown
- 1960 : The Iceman Cometh (Téléfilm) : Willie Oban
- 1962 : As The World Turns (Série TV) : Jim Norman
- 1962 : Les Accusés (The Defenders) (Série TV) : Chuck Agostini / George Schreiber
- 1963 : La Quatrième Dimension (The Twilight Zone) (Série TV) : épisode Jeudi, nous rentrons à la maison (On Thursday We Leave for Home) de Buzz Kulik (saison 4, épisode 16) : Al Baines
- 1963-1964 : The Nurses (Série TV) : Dr. Tom Milford / Dr. Stanley Cooper
- 1963-1964 : Gunsmoke (Série TV) : Pete Sievers / Dr. Wesley May
- 1964 : Brenner (Série TV) : Ernie Brenner
- 1964 : Abe Lincoln in Illinois (Téléfilm) : Joshua Speed
- 1964 : The Edge of Night (Série TV) : Nick Bryce
- 1964 : Look Up and Live (Série TV) : Worthy
- 1965 : For the People (Série TV) : Miller
- 1966 : Sur la piste du crime (The F.B.I.) (Série TV) : Frank Porter
- 1966 : 12 O'Clock High (Série TV) : Col. Ray Hollenbeck
- 1967 : Le fugitif (The Fugitive) (Série TV) : Sheriff Owen Tropp
- 1967 : Le Monde merveilleux de Disney (Dinseyland) (Série TV) : Cal Richards
- 1967 : N.Y.P.D. (Série TV) : Gaffer
- 1969 : Judd for the Defense (Série TV) : Howard Dawes
- 1970 : The Bold Ones: The Protectors (Série TV) : Père Carl Hayes
- 1971 : Longstreet (Série TV) : Lieutenant Hank Broidy
- 1972 : If You Give a Dance, You Gotta Pay the Band (Téléfilm) : Trick
- 1974 : Nicky's World (Série TV) : Russell
- 1975 : Great Performances (Série TV) : Capitaine Scott
- 1976 : The Adams Chronicles (en) (Série TV) : W.H. Holcomb
- 1976 : Visions (Série TV) : Père
- 1976 : The Phantom of the Open Hearth (Téléfilm) : Mr. Parker
- 1976-1980 : Family (Série TV) : Doug Lawrence
- 1980 : La croisière s'amuse (The Love Boat) (Série TV) : Neal Rich
- 1980 : The Shadow Box (Téléfilm) : Joe
- 1981 : L'île fantastique (Fantasy Island) (Série TV) : Dr. Lucas Bergmann
- 1982 : Dreams Don't Die (Téléfilm) : Gavin